# 紀安雄
紀 安雄（き の やすお）は、平安時代前期の貴族・儒学者。氏姓は苅田首のち紀朝臣。助教・苅田種継の子。官位は従五位上・周防守。

## 出自
苅田氏（苅田首）は讃岐国の苅田郡を名称の由来とする豪族で、武内宿禰の孫にあたる田鳥宿禰を祖として、紀氏の一族を称した。父は讃岐の国人で、助教を務め従五位下に叙された苅田種継。

## 経歴
初め明経得業生に補され、天安2年（858年）明経試の及第により2階昇進して従六位下に叙せられ、直講に任ぜられる。翌天安3年（859年）広宗安人の辞退を受けて領渤海客使に任ぜられ渤海使の応接に当たる。貞観4年（862年）一族の氏雄・今雄らと共に本拠を讃岐国苅田郡から左京に移した。貞観5年（863年）外従五位下に叙されると共に、この頃有識の公卿諸大夫に勅して貞観格式の編纂を開始したが、安雄もこれに参画している。
またこの間、儒学者として釈奠に際して、貞観2年（860年）毛詩を、貞観4年（862年）御注孝経を、貞観8年（866年）には周易を講じている。
貞観9年（867年）正月に内位の従五位下に叙せられ、同年11月に武内宿禰の後裔であることを上奏し苅田首から紀朝臣姓に改姓する。貞観11年（869年）勘解由次官兼下野介に任ぜられる。またこの頃、大納言・藤原氏宗らと共に取り組んできた格式の編纂を完了し、同年4月に貞観格を、貞観13年（871年）には貞観式を撰上している。貞観16年（874年）従五位上に叙せられる。
のち、主計頭を経て、貞観19年（877年）武蔵守に任ぜられ地方官に転じる。地方官としての統治にあたって、物事を簡素にして恩恵を施すことを重視したことから、官人も民衆も非常に満足したという。武蔵守の任期満了後に平安京に戻って、元慶6年（882年）鋳銭長官兼周防守に任ぜられるが、武蔵守の時ほどの業績や評判は挙げられなかったという。仁和2年（886年）5月28日卒去。享年65。最終官位は前周防守従五位上。

## 人物
幼い頃より学業で賞賛された。広くゆったりとした性格で、物事に従順であった。専ら経学に詳しい一方、詩歌や文章で言葉を巧みに美しく表現することに習熟しており、重陽の節には文人として召されたという。

## 官歴
- 天安2年（858年） 9月15日：従六位下。日付不詳：直講
- 天安3年（859年） 2月7日：存問兼領渤海客使
- 時期不詳：従六位上
- 貞観4年（862年） 5月13日：本拠を讃岐国苅田郡から左京に変更。日付不詳：正六位上
- 貞観5年（863年） 正月7日：外従五位下
- 貞観9年（867年） 正月7日：従五位下。11月20日：苅田首から紀朝臣に改姓
- 時期不詳：助教
- 貞観11年（869年） 2月16日：勘解由次官。日付不詳：兼下野介
- 貞観12年（870年） 2月21日：兼助教
- 貞観16年（874年） 日付不詳：従五位上
- 貞観18年（876年） 日付不詳：主計頭
- 貞観19年（877年） 日付不詳：武蔵守
- 元慶6年（882年） 日付不詳：鋳銭長官兼周防守
- 仁和2年（886年） 5月28日：卒去（前周防守従五位上）